# José Antonio Colina
José Antonio Colina Pulido (Parroquia Sucre, Caracas, Venezuela, 17 de abril de 1974) es un militar en retiro de la FANB, activista, influencer y analista político venezolano, conocido por oponerse abiertamente a la revolución bolivariana, además de formar parte de un grupo de militares conocidos como los militares de la Plaza Altamira, quienes en octubre de 2002 exigieron la renuncia del presidente Hugo Chávez por la presencia de la guerrilla colombiana y de elementos extranjeros en territorio venezolano. Una orden de captura contra él se emitió en febrero de 2003 por los atentados a las sedes diplomáticas de España y Colombia en la ciudad de Caracas, en diciembre de ese mismo año llegó a Estados Unidos en donde solicitó asilo político.
El 8 de agosto de 2008 formó una coalición para fundar la organización sin fines de lucro "Veppex" (acrónimo de Venezolanos Perseguidos Políticos en el Exilio), con la intención de tener una plataforma que pudiese ayudar a los venezolanos que llegaran a los Estados Unidos producto de la persecución política, y que desearan encontrar protección y ayuda bajo la figura del asilo venezolano. En el exilio, Colina se convirtió en un analista y activista político de Venezuela participando en más de mil entrevistas a televisoras locales y agencias de noticias internacionales, denunciando constantemente al gobierno de Venezuela.
En el 2020 creo junto a Esteban Hernandez ContraPodernews.com y ContraPoder 30 un medio de opinión, análisis y entrevistas, enfocado en las ideas de la derecha y en dar ventana a los jóvenes con una visión innovadora sobre la economía y política de países como Estados Unidos y Venezuela.

## Juventud y formación
José Antonio Colina nació en Caracas, Venezuela en la Parroquia Sucre del municipio Libertador. Es hijo de una educadora llamada Gisela Pulido Sánchez y de un Auditor de Hospitales llamado Antonio Benito Colina.
En 1990 ingresó a la edad de 15 años en la Escuela de Formación de Oficiales de la Guardia Nacional de Venezuela (EFOFAC) –actual AMGNB–, graduándose en 1995 con el grado de subteniente y con el título de licenciado en Ciencias y Artes Militares, con especialidad en seguridad, ocupó el segundo lugar en el orden al mérito entre noventa y nueve oficiales obteniendo la mención Magna cum laude.[cita requerida]
Siendo oficial realizó 75 cursos de capacitación profesional en diversas áreas, siendo uno de los más importantes el realizado en 1998 en la academia Interamericana de la Fuerza Aérea de los Estados Unidos, como Oficial de Abastecimiento y en el año 2001, el de logística internacional ocupando el segundo lugar en el orden al mérito. Obtuvo una maestría en Gerencia de Mantenimiento culminada en Venezuela en el año 2001 en la Universidad Experimental de la Fuerza Armada (UNEFA).[cita requerida]

### Condecoraciones
Durante su vida militar en Venezuela obtuvo doce medallas de condecoraciones y cuarenta barras de honor al mérito por servicios y acciones distinguidas.[cita requerida]

## Vida política
Desde comienzos del 2001 José Antonio Colina comenzó a manifestar su desacuerdo con las políticas implementadas por la llamada "Revolución Bolivariana", formando parte de un grupo de Oficiales que en octubre de 2002 solicitaron la renuncia del entonces presidente Hugo Chávez Frías, por violar la Constitución Venezolana al permitir la presencia de la guerrilla colombiana y de elementos extranjeros en territorio venezolano, hecho conocido como los "Militares de la Plaza Altamira", quienes se declararon en desobediencia amparándose en el artículo 350 de la Constitución Nacional.

### Acusaciones
Fue acusado de conspirar junto con otros elementos militares y de estar involucrado en los Atentados de Caracas de 2003. El 12 de abril de 2003 hubo otra explosión en las puertas del edificio Caracas Teleport, una de las dos sedes en la capital venezolana del Consejo Nacional Electoral (CNE) en Caracas y donde en aquel momento se reunía una mesa de negociación y acuerdos entre el gobierno y la oposición auspiciada por la Organización de los Estados Americanos (OEA). El 14 de noviembre Colina y Germán Rodolfo Varela son acusados por el Ministerio Público, por "la presunta comisión de uno de los delitos contra las personas, contra el orden público y contra la conservación de los intereses públicos y privados", así como también, por los hechos ocurridos el 25 de febrero del mismo año en las sedes diplomáticas de España y Colombia. Colina estuvo clandestino en Venezuela durante ocho meses, hasta que posteriormente entró a Colombia, en donde permaneció temporalmente, y huyendo a Estados Unidos en diciembre del 2003. Tras solicitar asilo político en los Estados Unidos fue puesto bajo la custodia de las autoridades de Inmigración en el Centro de Procesamiento Krome, comenzando así con su trámite. Luego de catorce meses de audiencias en febrero del ano 2005, el Juez Neale Foster, negó la petición de asilo político, por las acusaciones existentes en su contra por parte del Gobierno Venezolano, sin embargo, detuvo la deportación a Venezuela amparado bajo la Convención de las Naciones Unidas contra la Tortura por considerar que si regresaba a Venezuela iba a ser víctima de torturas. La fiscalía de Inmigración apelo la decisión del juez por lo que fue arrestado durante un año y dos meses, momento en el cual realizó una huelga de hambre de 33 días, obteniendo una negociación con la fiscalía de retirar las apelaciones, siendo puesto en libertad bajo un sistema de supervisión mínima. En abril de 2006, el Servicio de Inmigración y Control de Aduanas (ICE por sus siglas en inglés) descartó los cargos contra a solicitud del Departamento de Estado por lo que fue puesto es libertad y negada su extraditación a Venezuela.En enero de 2024 el gobierno venezolano emitió una orden de captura en su contra por cargos de conspiración.

## Clandestinidad
Posterior a su liberación, comenzó a estudiar una maestría en la Universidad del Este en Administración de Negocios, culminando en el año 2009. El 8 de agosto del 2008 forma la Organización de Venezolanos Perseguidos Políticos en el Exilio (Veppex), cuyo propósito es ayudar a los exiliados políticos venezolanos que vienen a los Estados Unidos y también a los que van a Panamá, Costa Rica y España. A finales de febrero de 2009, participó en un encuentro en Miami con un grupo de exiliados, entre los que se encontraban varios exmilitares venezolanos como el coronel del ejército Gustavo Díaz Vivas, el capitán de la Guardia Nacional Javier Nieto Quintero y la periodista Patricia Poleo.

### Denuncias
En conformidad con su organización, diversos militares y exiliados han suministrado información a la Administración de Control de Drogas (DEA), que demuestra los lazos de militares venezolanos con el narcotráfico, así como la denuncia de presencia de empresas Iraníes sancionadas por la Organización de las Naciones Unidas y el Departamento de Estado de Estados Unidos, que construyen plantas procesadoras de uranio en Venezuela. También denunciaron las supuestas labores de espionaje de funcionarios diplomáticos venezolanos en territorio norteamericano, motivo por el cual diversos exiliados Venezolanos han establecido estrechas relaciones con miembros del Congreso de los Estados Unidos.
El 22 de enero de 2025, José Antonio Colina, presidente de la Organización de Venezolanos Perseguidos Políticos en el Exilio (Veppex), solicitó ante el presidente de los Estados Unidos, Donald Trump, que de incluyera como organización terrorista al Cártel de los Soles por su vinculación con los cárteles de la droga mexicanos.El 25 de julio de 2025 el Departamento del Tesoro de Estados Unidos designó al Cartel de los Soles como una organización terrorista internacional, quien es dirigida por Nicolás Maduro por apoyar en sus operaciones al Tren de Aragua y al Cártel de Sinaloa.[60]